# Paul Winter Consort
A Paul Winter Consort egy pop- és dzsesszzenét, világzenét is játszó Grammy-díjas, újhullámos amerikai együttes.

## Pályakép
A zenekart 1967-ben Paul Winter amerikai szaxofonos alapította.. Kezdetben popzenére orientált együttes Néhány zenészészükből alakult mef az Oregon dzsesszcsoport. A korai albumok az ázsiai, afrikai és dél-amerikai zenét építettek be zenéjükbe.
A Paul Winter Consort 1970-es években oboával és csellóval kísérletezett. Ide tartozik többek között a nemzetiségi zene is. Orosz és indiai kórusok, valamint állatkiáltások és természeti hangok beépülnek zenéjükbe.
Számos albumot rögzítettek a Grand Canyon Nemzeti Parkban és más szabadtéri helyszíneken. Az együttes több mint 40 éve ad napfordulós koncerteket, például a Cathedral of Saint John the Divine-ben.

## Studióalbumok
- The Winter Consort (1968)
- Something In The Wind (1969)
- Road (1970)
- Icarus (1972)
- Earthdance (1977)
- Common Ground (1978)
- Missa Gaia / Earth Mass (1982)
- Sun Singer (1983)
- Concert for the Earth (1985)
- Wintersong (Tomorrow Is My Dancing Day) (1986)
- Earth: Voices of a Planet (1990)
- Turtle Island (1991)
- Spanish Angel (1993)
- Prayer For The Wild Things (1994)
- Canyon Lullaby (1997)
- Silver Solstice (2005)
- Crestone (2007)
- Miho: Journey to the Mountain (2010)
- Earth Music (2011)

## Live
- Solstice Live! (1993)

## Filmek
- 1985: Canyon Consort

## Díjak
- 2010: Miho: Journey To the Mountain; Best New Age Album